# Terry Winograd
Terry Allen Winograd (Takoma Park, Maryland, 24 de fevereiro de 1946) é um cientista da computação estadunidense, professor da Universidade Stanford, e co-diretor do grupo de interação humano-computador de Stanford. É conhecido nas áreas de filosofia da mente e inteligência artificial por seu trabalho sobre língua natural usando o programa SHRDLU.
É membro da Association for Computing Machinery desde 2009. Recebeu o SIGCHI Lifetime Research Award de 2011.

## Obras
- 1972, Understanding Natural Language. Academic Press, New York.
- 1982, Language As A Cognitive Process, Volume 1, Syntax. Addison-Wesley.
- 1986, Understanding Computers and Cognition: A New Foundation for Design. (Com Fernando Flores) Ablex Publ Corp.
- 1992, Usability: Turning Technologies into Tools. (Com Paul S. Adler) Oxford University Press.
- 1996, Bringing Design to Software. ACM Press.